# 船乗りシンドバッドの冒険
『船乗りシンドバッドの冒険』（ふなのりシンドバッドのぼうけん）または、『ポパイと船乗りシンドバッド』（ポパイとふなのりシンドバッド）（原題：Popeye the Sailor Meets Sindbad the Sailor）は、ポパイカラースペシャルシリーズの映画作品で、フライシャー・スタジオの制作、パラマウント映画の配給より1936年11月27日に公開された。

## スタッフ
- 製作 - マックス・フライシャー
- 製作総指揮 - アドルフ・ズーカー
- 原作 - キング・フィーチャーズ・シンジゲート
- キャラクター原案 - エルジー・クリスラー・シーガー
- 監督 - デイヴ・フライシャー
- 作画監督 - ウィラード・ボウスキー(クレジット無し)
- 原画 - ウィラード・ボウスキー、ジョージ・ゲルマネッチ、エドワード・ノーラン、オルストース・カルピーニ(クレジット無し)、リリアン・フリードマン(クレジット無し)
- 動画 - ルー・アペット、ジャック・カービー、ハリー・ランパート、マーティン・タラス（全員クレジット無し）
- 音楽スーパーバイザー - ルー・フライシャー（英語版）(クレジット無し)
- 音楽監督 - サミー・ティンバーグ（英語版）(クレジット無し）
- 音楽 - サミー・ティンバーグ、ボブ・ロスバーグ、サミュエル・ラーナー
- 撮影プロセス - ステレオプティカル・プロセス
- 録音プロセス - ウェスタン・エレクトリック
- 彩色プロセス - テクニカラー
- 制作 - フライシャー・スタジオ
- 配給 - パラマウント映画

## プロット
ブルートをモデルにしたシンドバッドは、世界で最も偉大な船乗りであり、「最も注目する値する並外れた仲間」であると宣言し、シンドバッドはポパイのガールフレンド、オリーブ・オイルを誘拐する。巨人アルバトロス、双頭のジャイアント、シンドバッドとの戦いなどが、彼の偉大さを証明する一連の戦い。

## キャスト
| キャラクター | 担当声優               | 日本語吹き替え版 （テレビ版） | 日本語吹き替え版 （大陸書房版） | 日本語吹き替え版 （DRS版） | 日本語吹き替え版 （IVC版） |
| ------------ | ---------------------- | ----------------------------- | ------------------------------- | -------------------------- | -------------------------- |
| ポパイ       | ジャック・マーサー     | 浦野光                        | 緒方賢一                        | 肝付兼太                   | 長嶋雄一                   |
| オリーブ     | メイ・ケステル         | 京田尚子                      | 深見梨加                        | すがのえみこ               | 水谷優子                   |
| ブルート     | ガス・ウィッキー       | 熊倉一雄                      | 内海賢二                        | 川村拓央                   | 島香裕                     |
| ウィンピー   | ルー・フレイシャー     | 不明                          | 不明                            | 不明                       | 不明                       |
| 魔王         | ?                      |                               |                                 |                            |                            |
| ランプの精   | ?                      |                               |                                 |                            |                            |
| その他       | ブラッドリー・ベイカー |                               |                                 |                            |                            |

- テレビ版 - 1980年7月1日に東京12チャンネルで「ポパイのシンドバッド」というタイトルで放送。
- 大陸書房版 - 1990年発売されたVHS「ポパイ 第4巻」に「ポパイと海賊シンドバッド」というエピソードで収録（型番:CRVS-5078、ISBN 4-8033-2542-1）
- DRS版 - VHSに収録、発売時期は不明。Prime Videoでも配信（字幕版では「船乗りシンドバッド」として収録）。
- IVC版 - 2007年8月24日に発売されたDVD「ポパイと船乗りシンドバッド」に収録（型番:IVCF-5233）。

## リリース / 反応
ポパイカラースペシャルシリーズ（Popeye Color Feature）の最初の作品。通常のポパイシリーズが白黒の1巻物であったのに対し、同シリーズはテクニカラー2巻物として制作された。この作品以降、1937年に『ポパイのアリババ退治』(Popeye the Sailor Meets Ali Baba's Forty Thieves)、1939年に『ポパイの魔法のランプ』(Aladdin and His Wonderful Lamp)が発表された。
2巻物の短編作品ながら多くの劇場でプログラムのメイン作品として宣伝されるなどの好評ぶりで、第9回アカデミー賞の短編アニメ賞にノミネートされたが受賞は逃した。フライシャーが制作した作品で、アカデミー賞にノミネートした作品は本作が初である。受賞したのはウォルト・ディズニー・カンパニー製作によるシリー・シンフォニーシリーズの『田舎のねずみ』(The Country Cousin)であった。
現在、『ポパイのアリババ退治』および『ポパイと魔法のランプ』は、パブリックドメインになっているため、ビデオおよびDVDが発売されている。
アメリカ議会図書館は、この映画を文化的に重要（culturally significant）と考えている。そのためNational Film Registryの作品の一つとして保存されている。